# 시미즈 쇼타
시미즈 쇼타(일본어: 清水翔太, 1989년 2월 27일 ~ )는 일본의 가수이다.